# PGC 46442
LEDA/PGC 46442 (auch NGC 5090A) ist eine Linsenförmige Galaxie vom Hubble-Typ S0 im Sternbild Zentaur am Südsternhimmel. Sie ist schätzungsweise 146 Millionen Lichtjahre von der Milchstraße entfernt und hat einen Durchmesser von etwa 80.000 Lichtjahren.

Im selben Himmelsareal befinden sich u. a. die Galaxien NGC 5082, NGC 5090, NGC 5091.